# Guapira cajalbanensis
Guapira cajalbanensis är en underblomsväxtart som beskrevs av Marta Aleida Díaz Dumas. Guapira cajalbanensis ingår i släktet Guapira och familjen underblomsväxter. Inga underarter finns listade i Catalogue of Life.